# Liste von Kunstwerken im öffentlichen Raum in Werne
Die Liste von Kunstwerken im öffentlichen Raum in Werne gibt einen Überblick über Kunst im öffentlichen Raum, unter anderem Skulpturen, Plastiken, Landmarken und andere Kunstwerke in Werne, Kreis Unna. Es besteht kein Anspruch auf Vollständigkeit.

## Kunstwerke in Werne
| Bezeichnung                                        | Standort                                          | Koordinate                      | errichtet | Künstler                  | Anmerkungen                                                                                | Bild |
| -------------------------------------------------- | ------------------------------------------------- | ------------------------------- | --------- | ------------------------- | ------------------------------------------------------------------------------------------ | ---- |
| Sterntaler-Gruppe oder Das zerbrochene Sparschwein | Klosterstraße 17 (Stadtsparkasse Werne)           | 51° 39′ 43,1″ N, 7° 38′ 9,2″ O  |           |                           | Skulpturengruppe Bronze                                                                    |      |
| Ausrufer                                           | Vor dem Rathaus, Marktplatz                       | 51° 39′ 46,3″ N, 7° 38′ 7″ O    | 1985      |                           | Bronze                                                                                     |      |
| Der Schweinehirt                                   | Roggenmarkt                                       | 51° 39′ 47,9″ N, 7° 38′ 1,6″ O  | 1987      | Annette Wittkamp-Fröhling | Bronzeskulptur eines Bauern mit Schwein unter dem Arm und zwei Getreidesäcken              |      |
| Die Widerspenstige                                 | Steinstraße                                       | 51° 39′ 44″ N, 7° 38′ 3,3″ O    |           | Jürgen Ebert              | Bronzeskulptur mit zwei Jungen und einer störrischen Ziege                                 |      |
| Turmkater                                          | RWE-Lokal, Goerdeler Straße 1                     | 51° 40′ 4,6″ N, 7° 38′ 15,6″ O  |           | Otmar Alt                 | Höhe: 5,50 m                                                                               |      |
| Moormannbrunnen mit Lebensbaum                     | Moormannplatz / Am Steinhaus                      | 51° 39′ 48,9″ N, 7° 38′ 11,5″ O | 1982      | Gregor Telgmann           |                                                                                            |      |
| Sprichwörterbrunnen                                | Bonnenstraße / Am Steinhaus                       | 51° 39′ 50″ N, 7° 38′ 8,1″ O    | 1989      | Werner Klenk              | Bronzebrunnen mit Skulpturen, die Sprichwörter und Lebensweisheiten darstellen             |      |
| Brunnen                                            | Am Salinenpark                                    | 51° 39′ 40,9″ N, 7° 37′ 55,1″ O |           |                           |                                                                                            |      |
| Tontafel vom Roggenmarkt                           | Roggenmarkt                                       | Koordinaten fehlen! Hilf mit.   |           |                           | Relief                                                                                     |      |
| Kiepenkerl                                         |                                                   | Koordinaten fehlen! Hilf mit.   |           |                           | Keramikrelief an Hauswand                                                                  |      |
| Gedenktafel Toni Schmedding-Elpers                 | Magdalenenstraße                                  | 51° 39′ 45,3″ N, 7° 38′ 4,1″ O  |           |                           | Gedenktafel aus Bronze am Wohnhaus der Heimatdichterin und Lehrerin Toni Schmedding-Elpers |      |
| St. Christophorus                                  | See des St. Christophorus-Krankenhauses, Am See 1 | 51° 40′ 28,5″ N, 7° 37′ 6,3″ O  |           |                           |                                                                                            |      |
| Kugelbrunnen                                       | Parkplatz an der Südmauer                         | 51° 39′ 42,1″ N, 7° 38′ 4,7″ O  |           |                           | Bronzebrunnen in Form einer Kugel                                                          |      |